# 拟艾纳香
拟艾纳香（学名：Blumeopsis flava）为菊科拟艾纳香属的植物。分布在印度、中南半岛以及中国大陆的广西、云南、贵州、广东等地，生长于海拔850米至1,500米的地区，一般生于低海拔空旷草上以及较耐干旱，目前尚未由人工引种栽培。